# Ernani Buchmann
Ernani Buchmann (Joinville, 15 de agosto de 1948) é um advogado, escritor e jornalista brasileiro.

## Biografia
De ascendência alemã, nasceu em Joinville e mudou com a família para Recife e Rio de Janeiro até estabelecer-se em Curitiba. Iniciou os estudos em advocacia na Faculdade de Direito da Universidade Federal de Pernambuco e formou-se na Universidade Federal do Paraná. No Rio de Janeiro, iniciou a carreira de publicitário e em Curitiba, a de jornalista, trabalhando como repórter da Rádio Clube Paranaense, assim como cronista de jornais e revistas nas empresas Correio de Notícias, Folha de Londrina, Panorama, Quem, Atenção, Paraná & Cia., Idéias e Gazeta do Povo. Também atuou como produtor e comentarista em emissoras de rádio e TV, principalmente em programas esportivos.
Na vida pública, exerceu cargos na Fundação Cultural de Curitiba, na Fundação Teatro Guaíra e no Museu de Arte Contemporânea do Paraná, além de vice-presidente da Associação Comercial do Paraná e membro do Instituto dos Advogados do Paraná, entre outras instituições. Foi presidente do Paraná Clube no biênio 1996/98. Também participou de várias campanhas políticas como assessor e coordenador.
Foi professor da Pontifícia Universidade Católica do Paraná e de outras instituições de ensino e co-roteirista do longa-metragem Heróis da Liberdade, filme baseado em seu livro homônimo, e roteirista dos filmes "Sumiços Delirantes" e "Sobre Touros e Homens".

## Reconhecimento
Em 24 de maio de 2005 foi eleito para Academia Paranaense de Letras e em 17 de outubro do mesmo ano, assumiu a "Cadeira nº 2" desta instituição. Recebeu o prêmio de Publicitário do Ano no Paraná, em 1992, Publicitário dos 20 Anos do Prêmio Colunistas Paraná (1986/1996) e Publicitário Latino-Americano (2007). Em 2020 recebeu o prêmio Trajetória, da Superintendência de Cultura do Paraná. 

## Obras
Na literatura, é autor dos seguintes livros:
- Cidades e Chuteiras (1987),
- O Livro do Truco (1996, 2ª edição 2007),
- Heróis da Liberdade (1999),
- Quando o Futebol Andava de Trem (2002, 2ª edição 2004)[3][9],
- Onde me Doem os Ossos (2003),
- O Ponta Perna de Pau (2005),
- A Camisa de Ouro (2006),
- O Caçador de Moscas (2007),
- O Bogart Curitibano (2008).
- O homem com dois lados esquerdos (2013).
- A Voz da Pelerine (2016).
- Balada em cinco tons de chumbo grosso (2018).
- Uma serenata em Paris (2018).
- Imperadores de Opereta (2020).
- Da poeira & lama à nuvem (2021).
- Tiranos (2021).
- Copa 42 - O Simbólico Mundial Nazi-fascista (2022).
- Pequenas aberrações de um sujeito quase normal (2024).

Em colaboração com Túlio Vargas e Valério Hoerner Júnior, foi responsável pela edição do volume biográfico dos membros da Academia Paranaense de Letras. Seus textos literários foram publicados em revistas como O Pasquim, "Raposa", "Nicolau", "Rascunho", "Cornélio" e no "Jornal de Humor" e Diário do Paraná, entre outros.